# Heterosmilax yunnanensis
Heterosmilax yunnanensis är en enhjärtbladig växtart som beskrevs av François Gagnepain. Heterosmilax yunnanensis ingår i släktet Heterosmilax och familjen Smilacaceae. Inga underarter finns listade.